# Maurice Goldhaber
 (septembre 2011).
Si vous disposez d'ouvrages ou d'articles de référence ou si vous connaissez des sites web de qualité traitant du thème abordé ici, merci de compléter l'article en donnant les références utiles à sa vérifiabilité et en les liant à la section « Notes et références ».
Pour les articles homonymes, voir Goldhaber.
Maurice Goldhaber (né le 18 avril 1911 à Lemberg en Autriche-Hongrie — mort le 11 mai 2011 à Setauket-East Setauket) est un physicien américain.

## Enfance et études
Né en Autriche, Goldhaber fait ses études à Berlin. En mai 1933, deux mois après que les cours de l'université sont arrêtés du fait des débordements dus aux étudiants nazis, Goldhaber quitte l'Allemagne. Ayant postulé auprès de différentes universités, il est accepté au laboratoire Cavendish de l'université de Cambridge, où il travaille essentiellement avec James Chadwick et soutient en 1936 un doctorat en physique.

## Carrière
En 1938, Goldhaber est embauché à l'université de l'Illinois, aux États-Unis. Lui et son épouse, Gertrude Scharff-Goldhaber (en), rejoignent en 1950 le Brookhaven National Laboratory, dont il sera directeur de 1961 à 1973 après avoir dirigé le département de physique entre 1960 et 1961. Il est président de la société américaine de physique en 1982.
Il prend sa retraite en 1985, mais est nommé « chercheur émérite distingué » (Distinguished Scientist Emeritus) et continue à travailler jusqu'à plus de 90 ans.

## Recherches
En 1933, apprenant qu'une équipe de chercheurs est parvenue à fabriquer de l'eau lourde, Goldhaber imagine son utilisation pour l'étude de la photodésintégration du deutéron, ce qui permettrait de déterminer la masse du neutron. Il soumet plus tard cette idée à James Chadwick, et ils obtiennent en 1934 la première mesure précise de la masse du neutron, à l'aide d'une source de ThC″ produisant des photons gamma de 2,6 MeV : mn=1,008 1 u.
Il a également contribué à la découverte de l'effet photonucléaire et du rôle du spin dans les réactions nucléaires. Il a proposé, avec Edward Teller, le modèle dit Goldhaber-Teller pour décrire la résonance géante dipolaire (en), selon lequel celle-ci est due à la vibration groupée des neutrons en opposition à la vibration groupée des protons. En 1968, il dépose au nom de la commission de l'énergie atomique des États-Unis un brevet pour l'invention d'un composé hélium-néon pour l'étude des interactions du neutrino dans les chambres à bulles.
Mais il est surtout connu pour la détermination en 1958 de l'hélicité du neutrino, avec Lee Grodzins (en) et Andrew Sunyar (de).

## Distinctions
Goldhaber a reçu de nombreuses distinctions, parmi lesquelles :
- le prix Tom W. Bonner en physique nucléaire (1971) ;
- la médaille nationale de science (1983) ;
- le prix Wolf en physique (1991) ;
- le prix Enrico Fermi (1999).